# 행동과 연대당
행동과 연대당(루마니아어: Partidul Acțiune și Solidaritate)은 몰도바의 자유주의, 친유럽 정당이다. 몰도바의 전 교육부 장관이자 제6대 대통령인 마이아 산두가 당을 이끌었다. 당규에 따르면 PAS는 사회자유주의 원칙을 표방하고 있는 중도우파 정당이라 명시되어 있다.

## 역사
당의 역사는 친서방 정당들의 부정부패, 횡령 등으로 촉발된 몰도바 시위에서 국민들이 몰도바 자유민주당 등의 연립여당에 대한 불신이 커진 가운데, 전 교육부 장관이었던 마이아 산두가 유튜브 영상에서 내부 민주주의 원칙을 기초로 하여 작은 기부를 통해 자금을 조달하는 신당 창당을 발표했다. 산두는 2016년 행동과 연대당의 당대표로 당선되었고 5월 26일 몰도바 법무부에 의해 등록되었다.
2019년 몰도바 총선 당시 존엄과 진실 연단과 함께 지금 연단의 일원으로 참여해 26석으로 제2당을 차지했고, 이후 15석으로 마감했다. 2019년 6월 6일 정부 기관들의 자유를 목표로 친러 성향의 몰도바 공화국 사회주의당과 연립 정부를 구성할 준비가 되어있다고 발표했다. 연립내각이 구성된 이후 지나이다 그레체아느이가 두번째 의회 의장으로 선출되었다. 하지만 이념적 차이로 인해 5개월 밖에 집권하지 못하였고 결국 PSRM은 친서방의 몰도바 민주당과 내각 불신임안을 통과시켜 11월 12일 해산되었다.
2020년 몰도바 대통령 선거에서는 결선 투표에서 산두가 57.72% 득표율로 대통령에 선출되었다. 몰도바 헌법에 따르면 대통령은 재직시 당적을 가질수가 없으며 산두가 당 총재직 사임과 당적을 포기. 당의 일원이 될 수 없어 다음 전당대회까지는 이고르 그로수가 임시적으로 당대표직을 맡는다.

## 성향
PAS는 민간 발의에 기초한 경제 개념을 지지하며, 모든 비즈니스 단계에서 관료주의를 대폭 축소하는 것을 찬성하고 있다. 2020년 대선 당시 산두는 기초 연금을 2,000레우로 인상하겠다는 공약을 내걸었다.
외교적으로는 몰도바의 유럽 연합 가입, 미국과 전략적 파트너십 구축, 러시아와의 정상적이고 비대립적인 관계 유지 등을 지원하고 있다. 이 정당은 루마니아와의 양국 관계의 개선을 지지하나 루마니아와 몰도바의 통일을 반대하고 있다.